# Vicia onobrychioides
Vicia onobrychioides är en ärtväxtart som beskrevs av Carl von Linné. Vicia onobrychioides ingår i släktet vickrar, och familjen ärtväxter.
Blommorna är blåaktigt lila och blommans köl är betydligt blekare än resten av blomman.

## Underarter
Arten delas in i följande underarter:
- V. o. alborosea
- V. o. onobrychioides

## Bildgalleri

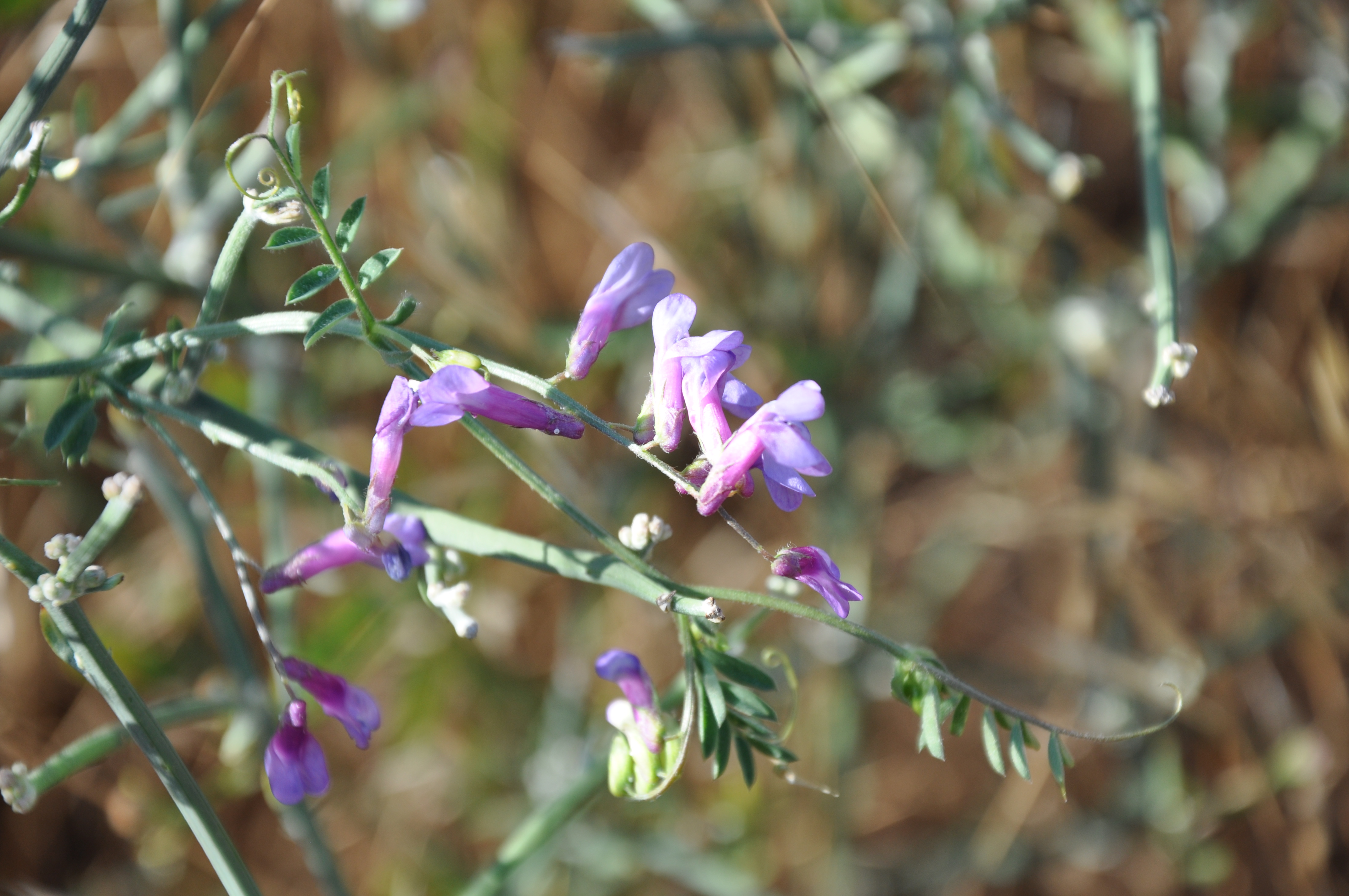
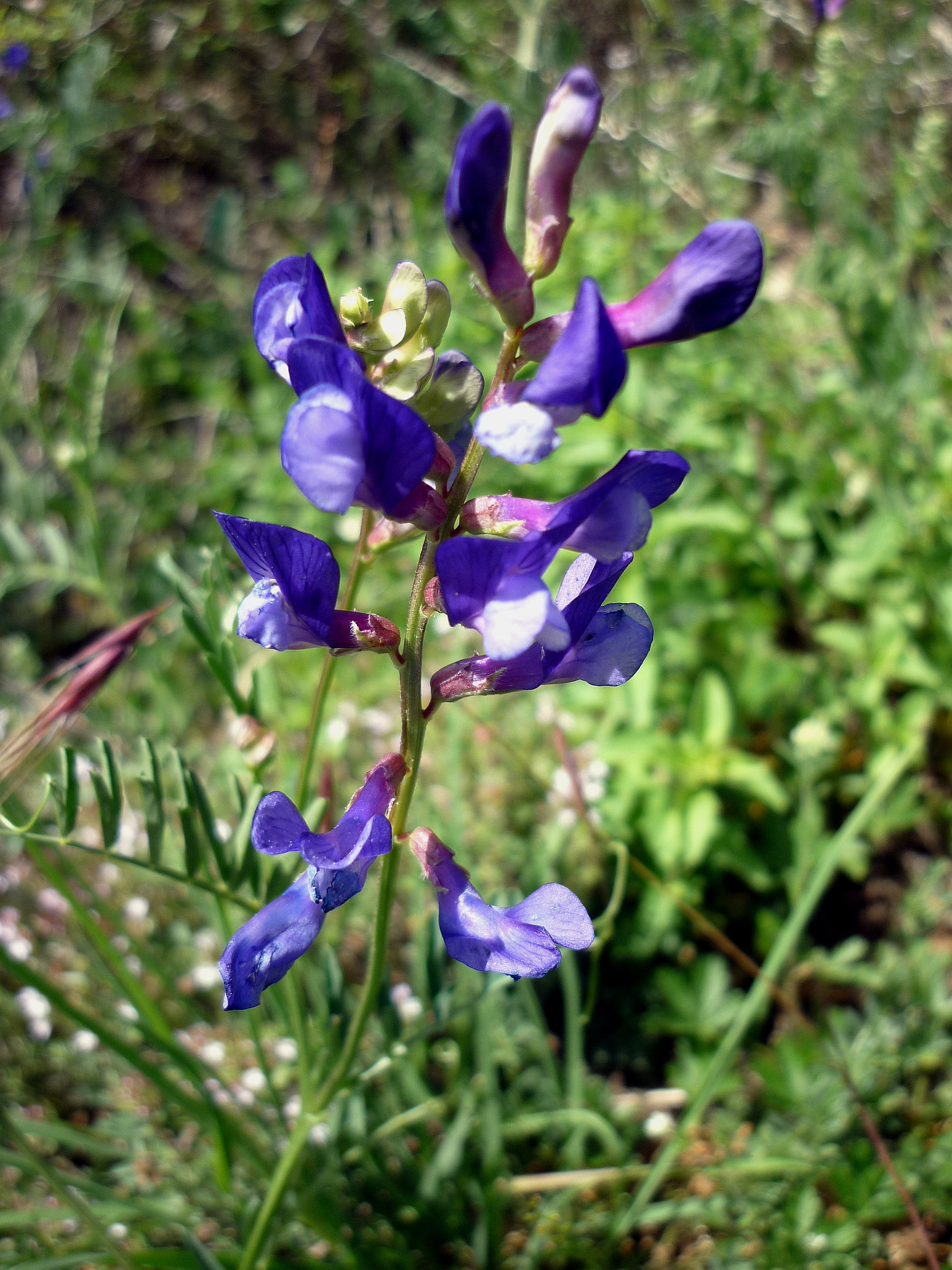
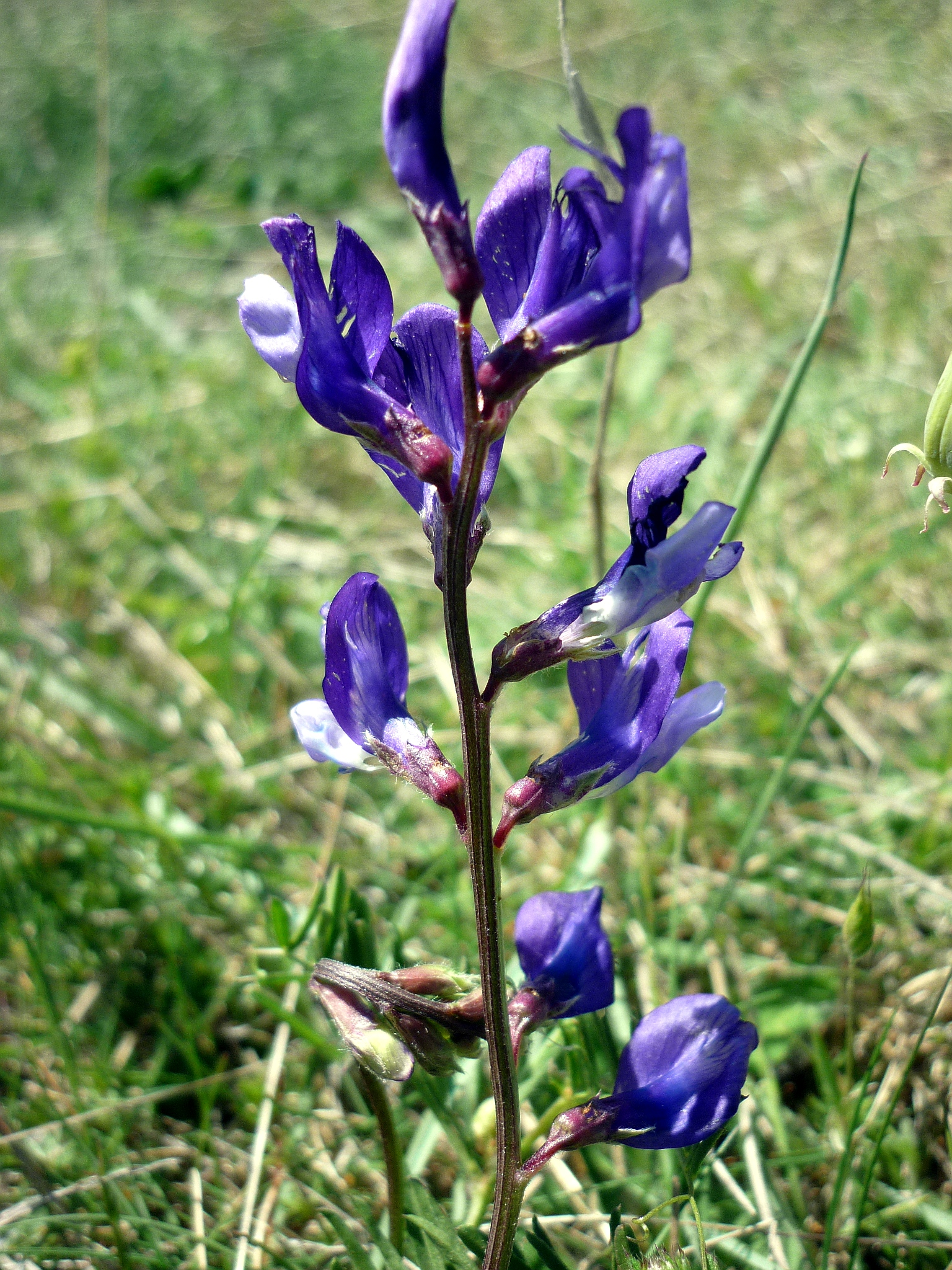